# 山ノ内 (蓮田市)
山ノ内（やまのうち）は、埼玉県蓮田市の町名。現行行政地名は山ノ内のみ。丁番をもたない単独町名である。住居表示未実施地区。郵便番号は349-0128。

## 地理
埼玉県東部で蓮田市南部の、伊奈町との境界付近に位置する。綾瀬川と見沼代用水に挟まれた区域である。周囲を大字蓮田に囲まれている。南東側で埼玉県道3号さいたま栗橋線に、北側で埼玉県道150号上尾蓮田線に接する。
土地区画整理事業の換地処分により、町名地番変更が行われて成立した。町名の由来は明確には示されていないが、大字蓮田の字山ノ内下および字関山下の各一部から成立している。全域が市街化区域に指定されている。埼玉県道3号さいたま栗橋線沿いに商業施設が立地する他は住宅街となっており、生産緑地地区は存在しない。

## 歴史
- 1999年（平成11年）8月28日 - 山ノ内下・関山下土地区画整理事業の換地処分が前日に行われた[7]ことに伴い、町名地番変更が行われ、大字蓮田の一部から山ノ内が成立[6]。

## 世帯数と人口
2020年（令和2年）9月1日時点の世帯数と人口は以下の通りである。
| 町丁   | 世帯数  | 人口  |
| ------ | ------- | ----- |
| 山ノ内 | 292世帯 | 848人 |

## 小・中学校の学区
市立小・中学校に通う場合、学区は以下の通りとなる。
| 町丁   | 番地 | 小学校                 | 中学校             |
| ------ | ---- | ---------------------- | ------------------ |
| 山ノ内 | 全域 | 蓮田市立蓮田中央小学校 | 蓮田市立蓮田中学校 |

## 交通

### 鉄道
地区内に鉄道は敷設されていない。最寄り駅は東北本線（宇都宮線）蓮田駅であり、約750 m離れている。

### 道路
- 埼玉県道3号さいたま栗橋線
- 埼玉県道150号上尾蓮田線
- 緑のヘルシーロード - 見沼代用水沿いの自転車歩行者専用道路。上尾蓮田線の関山橋周辺で区域を掠める。

## 施設
- 山ノ内公園 - 近隣公園